# Uno Sondelius
Uno Natanael Sondelius, född den 27 augusti 1905 i Lerberget, Väsby församling, Malmöhus län, död den 27 mars 1972 i Uppsala, var en svensk språk- och skolman.
Sondelius avlade studentexamen i Helsingborg 1925, filosofisk ämbetsexamen vid Lunds universitet 1929 och filosofie licentiatexamen där 1934. Han promoverades till filosofie doktor 1941. Sondelius blev extra lärare vid Jämtlands läns folkhögskola 1929, extra ordinarie ämneslärare i Hedemora 1930, genomförde provår vid Lunds högre allmänna läroverk 1934, timlärare i Lund 1935, vikarierande adjunkt i Karlskrona samma år, ämneslärare vid Göteborgs kommunala mellanskola 1936, lektor vid högre allmänna läroverket i Motala 1940 och vid folkskoleseminariet i Uppsala 1950. Han var därjämte universitetslektor i engelska 1952–1955. Sondelius var lärare i engelska i radio 1947–1952. Han publicerade: Political Slang 1750–1850 (doktorsavhandling 1941), Stop! Learn English! (radiokurs), Listen and Learn (radiokurs), Go On! Hallo England! (lärobok), Hallo Everybody (lärobok), Let’s Look In (lärobok) samt uppsatser och recensioner i dags- och fackpressen. Sondelius blev riddare av Nordstjärneorden 1955. Han vilar på Uppsala gamla kyrkogård.